# Рогозинський Віктор Валентинович
Віктор Валентинович Рогозинський (нар. 22 жовтня 1946, Київ — пом. 8 червня 2009, Київ) — український літературознавець, журналіст, письменник. Автор ідеї створення всеукраїнського науково-методичного журналу «Зарубіжна література в школах України».

## Внесок
Написав понад сотню культурологічних, літературознавчих та методичних статей. Значна частина публікацій його авторства присвячена російській літературі, зокрема творчості Федора Достоєвського, поетів «срібного століття»: А. Ахматової, М. Гумільова, К. Бальмонта, О. Мандельштама, Саши Чорного, М. Цвєтаєвої, Б. Пастернака, В. Хлєбнікова та інших. Співавтор збірки статей «Поэзия „серебряного века“».
Виступав у співавторстві як драматург, частина його статей стосується історії та розвитку західноєвропейського театру..
Автор роману-сонати «Кохання маестро Паганіні», що присвячений італійському скрипалю та композитору Нікколо Паганіні..
Київську феєрію «Медовый месяц Михаила Булгакова», яка стала його останньою книгою, Рогозинський надиктовував уже впродовж місяця будучи смертельно хворим. Унікальність цієї книги полягає в тому, що її написано без правок та чернеток. У творі описується авторська версія маловідомого відрізку життя Михайла Булгакова, коли він з Тетяною Лаппою мешкали у будинку № 25 на вулиці Рейтарській в м. Києві. Цікаво, що Віктор Рогозинський також народився та провів своє дитинства на цій вулиці.